# الدوري الإيطالي 1939–40
الدوري الإيطالي الدرجة الأولى 1939–40 (بالإيطالية: Serie A 1939-1940)‏ هو موسم من الدوري الإيطالي الدرجة الأولى. أقيم خلال الفترة 17 سبتمبر 1939 وحتى 2 يونيو 1939، وفاز فيه نادي إنتر ميلانو.